# Picha Autra
Picha Autra (Thai: พิชา อุทรา, * 7. Januar 1996 in Chiangmai), auch als Kane bekannt, ist ein thailändischer Fußballspieler.

## Karriere

### Verein
Sein erster Jugendverein war die JMG Academy. Hier spielte er von 2007 bis 2011. 2012 schloss er sich dem Jugendteam von Muangthong United an. Anschließend erhielt er von Muangthong United einen Vertrag als Profispieler. In seinem ersten Jahr als Profispieler wurde er an den Drittligisten Nakhon Nayok FC nach Nakhon Nayok ausgeliehen. Hier absolvierte er 19 Spiele und schoss zwei Tore. 2015 wechselte er zu Pattaya United nach Pattaya. In seinem ersten Jahr spielte er in der zweiten Liga, der Thai Premier League Division 1, und schaffte mit dem Team den Aufstieg in die Thai Premier League. Für Pattaya absolvierte er 75 Spiele und schoss dabei elf Tore. Ab der Saison 2019 spielt er bei dem Nachfolgerverein Samut Prakan City FC in Samut Prakan. Nach 31 Erstligaspielen für SPFC wechselte er im Juni 2020 zu seinem ehemaligen Verein Muangthong United. Mit Muangthong stand er am 16. Juni 2024 im Finale des Thai League Cup. Hier verlor man mit 1:0 gegen den Erstligisten BG Pathum United FC. Am 24. Mai 2025 stand er mit Muangthong im Finale des FA Cups, das man mit 3:2 gegen den Meister Buriram United verlor. Navh 132 Ligaspielen wurde sein Vertrag im Sommer 2025 nicht verlängert. Im Juni 2025 zog es ihn nach Malaysia. Hier schloss er sich in Shah Alam dem Erstligisten Selangor FC an.

### Nationalmannschaft
Sein Debüt als Juniorennationalspieler feierte er 2016 in der thailändischen U21-Nationalmannschaft. 2017/18 spielte er 15 mal für die thailändische U23-Nationalmannschaft, wobei er drei Tore erzielte. Bei den Südostasienspiele 2017 in Malaysia gewann er mit Thailand die Goldmedaille. Im Endspiel besiegte man die Mannschaft von Malaysia mit 1:0. Seit 2019 spielte er in der thailändischen A-Nationalmannschaft. Sein Debüt gab er in einen Freundschaftsspiel am 25. März 2019 in einem Freundschaftsspiel gegen Uruguay. Hier wurde er in der 78. Minute für Adisak Kraisorn eingewechselt. Das Spiel verlor Thailand mit 0:4. Am 18. Dezember 2021 bestritt er ein Gruppenspiel bei der Südostasienmeisterschaft gegen Singapur. Am Ende gewann er mit der Mannschaft die Südostasienmeisterschaft. In den Endspielen besiegte man Indonesien mit insgesamt 6:2. Sein neuntes und vorerst letztes Länderspiel absolvierte Autra am 30. Januar 2024 im Achtelfinale der Asienmeisterschaft gegen Usbekistan (1:2).

## Erfolge

### Verein
Pattaya United
- Thailändischer Zweitligavizemeister: 2015  ▲

Muangthong United
- Thailändischer Ligapokalfinalist: 2023/24
- Thailändischer Pokalfinalist: 2024/25

### Nationalmannschaft
Thailand U23
- Südostasienspiele

Goldmedaille : 2017
- Südostasienmeisterschaft: 2021

## Sonstiges
Während der Sommerpause 2018 absolvierte er ein Probetraining beim japanischen Verein Tokushima Vortis. Der Club spielte in der zweiten Liga des Landes, der J2 League. 